# Sergej Kirijenko
Sergej Vladilenovitj Kirijenko (ryska: Сергей Владиленович Кириенко), ursprungligen Israitel (ryska: Израитель), född 26 juli 1962 i Suchumi, Abchaziska ASSR, är en rysk politiker. Han var Rysslands premiärminister mellan mars och augusti 1998. Sedan oktober 2016 är han biträdande stabschef till president Vladimir Putin.

## Biografi
Mellan 1997 och 1998 var Kirijenko Rysslands energiminister. Efter att Viktor Tjernomyrdin avgått som premiärminister 1998 blev Kirijenko föreslagen som efterträdare. Duman röstade först ner förslaget, men efter att president Boris Jeltsin nominerat honom en andra gång blev han vald i mars 1998.
Som ung premiärminister blev han tillsammans med vice premiärminister Boris Nemtsov och Anatolij Tjubajs känd som en av ”de unga reformisterna”. Dessa använde sig av krediter från Internationella valutafonden (IMF) för att stimulera den ryska ekonomin, vilket ledde till att den ryska statsskulden uppgick till den hisnande summan av 22,6 miljarder amerikanska dollar. Kirijenko avskedades av president Jeltsin i augusti 1998 efter att en finanskris brutit ut i landet.
Inför valet 1999 bildade Kirijenko tillsammans med Nemtsov, Tjubajs, Irina Hakamada och Jegor Gajdar partiet Högerkrafternas union (ryska: Союз правых сил, SPS), det största liberala partiet vid denna tidpunkt. Partiet kom fyra i 1999 års val. Kirijenko ledde SPS partigrupp i statsduman 1999–2000.
Från 2000 till 2005 var han president Putins sändebud i Volgaområdets federala distrikt. Från 2005 till 2016 var han chef för det statliga ryska kärnenergibolaget Rosatom. Kirijenko har även kandiderat för att bli borgmästare för Moskva, men förlorade mot Jurij Luzjkov. 2016 utsågs Kirijenko överraskande som efterträdare till Vjatjeslav Volodin i rollen som förste biträdande stabschef hos presidenten, efter att Volodin blivit talman i statsduman.